# Allūr
Allūr är en ort i Indien.   Den ligger i distriktet Nellore och delstaten Andhra Pradesh, i den södra delen av landet, 1 600 km söder om huvudstaden New Delhi. Allūr ligger 4 meter över havet och antalet invånare är 52 925.
Terrängen runt Allūr är mycket platt.  Allūr är det största samhället i trakten. Trakten runt Allūr består till största delen av jordbruksmark.